# Château de Montépin
Le château de Montépin est un édifice situé à Bâgé-Dommartin, en France.

## Situation
Le château est situé sur le territoire de la commune de Bâgé-Dommartin dans le département de l'Ain, en région Auvergne-Rhône-Alpes..

## Description
Le château de Montépin est une belle demeure de plaisance de style Renaissance avec ses tours circulaires et carrées coiffée de hautes toitures et entouré par un immense parc avec rotonde ainsi qu'une petite chapelle.

## Histoire
En 1273, les Templiers en la personne de Geoffroy, précepteur de Laumusse, reçoit des mains de Barthélémy Cholet, bourgeois de Bâgé, deux mas au hameau de Montépin. Le château de Montépin était un fief seigneurial avec maison forte en la commune de Bâgé-la-Ville,.
Bâti au XVe siècle par Philibert Briscaud, secrétaire de Philibert, duc de Savoie.
Jean Aymond, fils de Claudine Briscaud, en recueillit la succession et la transmit à ses descendants. Reconstruit en 1880 par M. de Ballore. La propriété fut vendue en 2018 à un acquéreur privé.